# Psalistops fulvus
Psalistops fulvus är en spindelart som beskrevs av Bryant 1948. Psalistops fulvus ingår i släktet Psalistops och familjen Barychelidae. Inga underarter finns listade i Catalogue of Life.